# Abgeschlossener Operator
Abgeschlossene Operatoren werden in der Funktionalanalysis, einem Teilgebiet der Mathematik, betrachtet. Es handelt sich dabei um lineare Operatoren mit einer bestimmten topologischen Eigenschaft, die schwächer als Stetigkeit ist. Diese spielen eine bedeutende Rolle in der für die Quantenmechanik wichtigen Theorie der dicht-definierten Operatoren.

## Definition
Seien {\displaystyle X} und {\displaystyle Y} normierte Räume, {\displaystyle D\subset X} ein Unterraum und {\displaystyle T:D\rightarrow Y} ein linearer Operator. Man nennt {\displaystyle \{(x,Tx);x\in D\}\subset X\times Y} den Graphen von {\displaystyle T} und bezeichnet ihn mit {\displaystyle G(T)}. Der Graph von {\displaystyle T} ist ein Untervektorraum des normierten Raums {\displaystyle X\times Y}. 
Man nennt {\displaystyle T} abgeschlossen, wenn der Graph {\displaystyle G(T)} ein abgeschlossener Untervektorraum ist.
Man nennt {\displaystyle T} abschließbar, wenn der abgeschlossene Untervektorraum {\displaystyle {\overline {G(T)}}\subset X\times Y} der Graph eines linearen Operators ist; dieser lineare Operator wird dann der Abschluss von {\displaystyle T} genannt und mit {\displaystyle {\overline {T}}} bezeichnet.
Der Begriff des Graphen einer Funktion bzw. eines Operators ist eigentlich entbehrlich, denn in einer mengentheoretischen Definition der Funktion ist die Funktion durch ihren Graphen definiert. Dann kann man direkt von der Abgeschlossenheit bzw. vom Abschluss von {\displaystyle T} reden.

## Charakterisierungen
- Mit obigen Bezeichnungen ist {\displaystyle T\colon D\rightarrow Y} genau dann abgeschlossen, wenn folgendes gilt:

Ist {\displaystyle (x_{n})_{n}} eine Folge in {\displaystyle D} mit {\displaystyle x_{n}\rightarrow x\in X} und {\displaystyle Tx_{n}\rightarrow y\in Y}, so ist {\displaystyle x\in D} und {\displaystyle Tx=y}.
Dies findet man häufig als Definition der Abgeschlossenheit von Operatoren. Es handelt sich dabei lediglich um die Charakterisierung der Abgeschlossenheit von {\displaystyle G(T)} im metrischen Raum {\displaystyle X\times Y} mittels Folgen.
- Sind {\displaystyle X} und {\displaystyle Y} Banachräume, so ist ein linearer Operator {\displaystyle T\colon D\rightarrow Y} genau dann abgeschlossen, wenn der Definitionsbereich mit der durch {\displaystyle \|x\|_{T}:=\|x\|+\|Tx\|} definierten, sogenannten Graphennorm vollständig ist.

- Weiter ist {\displaystyle T\colon D\rightarrow Y} genau dann abschließbar, wenn Folgendes gilt: Ist {\displaystyle (x_{n})_{n}} eine Folge in {\displaystyle D} mit {\displaystyle x_{n}\rightarrow 0} und konvergiert {\displaystyle (Tx_{n})_{n}} gegen ein {\displaystyle y\in Y}, so ist {\displaystyle y=0}.

## Beispiele
- Sei {\displaystyle C[0,1]} der Banachraum der stetigen Funktionen {\displaystyle [0,1]\rightarrow {\mathbb {C} }} mit der Supremumsnorm, {\displaystyle D} der Unterraum der stetig differenzierbaren Funktionen und {\displaystyle T:D\rightarrow C[0,1]} sei der Ableitungsoperator, d. h. {\displaystyle Tf=f\,'}. Dieser Operator ist abgeschlossen. Das ist offenbar äquivalent zu einem bekannten Satz aus der elementaren Analysis über Grenzwerte differenzierbarer Funktionen, der im Artikel Gleichmäßige Konvergenz unter Differenzierbarkeit besprochen ist.

- Ist {\displaystyle \ell ^{2}} der Folgenraum der quadratisch summierbaren Folgen mit der üblichen Hilbertraum-Norm, {\displaystyle D:=\left\{(x_{n})_{n}\in \ell ^{2};\sum _{n=1}^{\infty }n^{2}|x_{n}|^{2}<\infty \right\}} und ist {\displaystyle T:D\rightarrow \ell ^{2}} definiert durch {\displaystyle T(x_{n})_{n}:=(nx_{n})_{n}}, so ist {\displaystyle T} ein abgeschlossener Operator, der nicht stetig ist.

- Wir betrachten wieder den Hilbertraum {\displaystyle \ell ^{2}}. Sei {\displaystyle D} der dichte Untervektorraum aller endlichen Folgen. Dann ist der durch {\displaystyle T(x_{n})_{n}:=\left(\sum _{n=1}^{\infty }nx_{n},0,0,\ldots \right)} definierte Operator {\displaystyle T:D\rightarrow \ell ^{2}} nicht abschließbar. (Man beachte, dass die Reihe in obiger Definition stets endlich ist, {\displaystyle T} also wohldefiniert ist.)

- Ist {\displaystyle T:X\rightarrow Y} stetig, so ist {\displaystyle T} abgeschlossen, denn aus {\displaystyle x_{n}\to x} und {\displaystyle Tx_{n}\to y} folgt wegen der Stetigkeit sofort {\displaystyle Tx=y}. Sind {\displaystyle X} und {\displaystyle Y} Banachräume, so gilt die Umkehrung. Das ist gerade die Aussage des berühmten Satzes vom abgeschlossenen Graphen.

## Hilberträume
Seien {\displaystyle X} und {\displaystyle Y} Hilberträume und {\displaystyle T:D\rightarrow Y} wie oben. Man sagt, {\displaystyle T} sei dicht-definiert, wenn der Untervektorraum {\displaystyle D\subset X} dicht liegt. In diesem Fall ist der adjungierte Operator {\displaystyle T^{*}} von {\displaystyle T} erklärt. Dies vereinfacht die Untersuchung abschließbarer bzw. abgeschlossener Operatoren, denn es gelten folgende Aussagen für einen dicht-definierten Operator {\displaystyle T:D\rightarrow Y}:
- {\displaystyle T} ist genau dann abschließbar, wenn {\displaystyle T^{*}} dicht-definiert ist.
- Ist {\displaystyle T} abschließbar, so gilt {\displaystyle {\overline {T}}^{*}=T^{*}} und {\displaystyle T^{**}={\overline {T}}.}
- Ist {\displaystyle T} abgeschlossen, so ist {\displaystyle T^{*}T} ein selbstadjungierter Operator.

## Anwendungen
In der Quantenmechanik ist der Nachweis der Selbstadjungiertheit dicht-definierter Operatoren in Hilberträumen von fundamentaler Bedeutung, denn solche Operatoren sind genau die quantenmechanischen Observablen. Häufig ist der Nachweis, dass der in Rede stehende Operator symmetrisch ist, recht einfach. Dann kann folgender Satz weiter helfen:
Sei {\displaystyle X} ein Hilbertraum, {\displaystyle D\subset X} ein dichter Unterraum und {\displaystyle T:D\rightarrow X} ein abgeschlossener und symmetrischer Operator. Dann sind folgende Aussagen äquivalent, wobei {\displaystyle I:X\rightarrow X} der identische Operator sei.
- {\displaystyle T} ist selbstadjungiert.
- Die Operatoren {\displaystyle T^{*}\pm iI} sind injektiv.
- Die Operatoren {\displaystyle T\pm iI} sind surjektiv.
- Die Operatoren {\displaystyle T\pm iI} haben dichtes Bild in {\displaystyle X}.

Dabei ist i die imaginäre Einheit, und der Definitionsbereich von {\displaystyle T^{*}\pm iI}, bzw. {\displaystyle T\pm iI} ist der von {\displaystyle T^{*}} bzw. {\displaystyle T}.
In der Quantenmechanik betrachtet man oft nicht die selbstadjungierten Operatoren auf ihrem kompletten Definitionsbereich, sondern nur auf einem Unterraum, dessen Elemente angenehme Eigenschaften haben. So schränkt man in {\displaystyle L^{2}}-Räumen definierte Operatoren {\displaystyle T:D\rightarrow L^{2}} gerne auf Räume differenzierbarer Funktionen ein, z. B. auf Räume beliebig oft differenzierbarer Funktionen, insbesondere wenn die betrachteten Operatoren Differentialoperatoren sind. Dabei wählt man solche Untervektorräume {\displaystyle D_{0}}, so dass der Abschluss des eingeschränkten Operators {\displaystyle T|_{D_{0}}} wieder {\displaystyle T} ist. Solche Unterräume {\displaystyle D_{0}} nennt man einen wesentlichen Bereich oder Kern von {\displaystyle T}, was nicht mit dem Nullraum, den man auch Kern nennt, verwechselt werden darf. Viele quantenmechanische Rechnungen werden nur auf solchen Kernen ausgeführt, anschließend setzt man die gefundenen Beziehungen zwischen Operatoren durch die Abschluss-Operation fort.